# Joachim Kiefaber

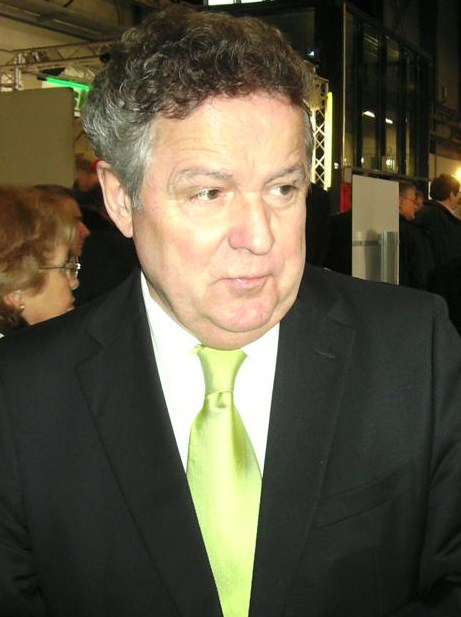
Joachim Kiefaber

Joachim Kiefaber (* 2. November 1945 in Wittlich) ist ein deutscher Politiker (FDP/DPS).
Seine Kindheit verbrachte Kiefaber im saarländischen Scheidt. Das Abitur legte er 1965 am Aloisiuskolleg in Bad Godesberg ab, anschließend studierte er Rechtswissenschaften in Heidelberg, Kiel und Saarbrücken. Die juristischen Staatsexamen absolvierte er 1970 und 1973 in Saarbrücken, wonach er ebenda als Anwalt tätig war. Von 1974 bis 1990 arbeitete er für das saarländische Wirtschaftsministerium.
Kiefaber ist seit 1978 Mitglied der FDP. Er war von 1988 bis 1990 stellvertretender Landesvorsitzender seiner Partei, bis 2001 gehörte er auch dem Landesvorstand an. Im November 1990 konnte er für Horst Rehberger in den Landtag des Saarlandes nachrücken. Dort war er wirtschafts-, finanz- und rechtspolitischer Sprecher seiner Fraktion, außerdem bekleidete er ab November 1992 das Amt des stellvertretenden Fraktionsvorsitzenden. Nachdem der FDP 1994 der erneute Einzug in den Landtag nicht gelungen war, kehrte Kiefaber ins Wirtschaftsministerium zurück. Er war dort als Leiter des Referats Außenwirtschaft tätig.
Von 2009 bis Januar 2012 war Kiefaber in den Kabinetten Müller III und Kramp-Karrenbauer I Staatssekretär im Ministerium für Wirtschaft und Wissenschaft.